# José Menezes de França
José Menezes de França, por pseudônimo Zé Menezes (Jardim, 6 de setembro de 1921 — Teresópolis, 31 de julho de 2014) foi um multiinstrumentista e compositor brasileiro. Tocava violão de seis e sete cordas, violão tenor, bandolim, banjo, cavaquinho, viola de 10 cordas, guitarra amplificada, guitarra portuguesa e contrabaixo.

## História

### De Juazeiro para o mundo
Zé Menezes começou sua carreira de instrumentista de forma precoce: aos oito anos de idade, já tocava cavaquinho profissionalmente no cinema de Juazeiro do Norte. Nesta época, compôs sua primeira música ("Meus Oito Anos") a qual teve o privilégio de apresentar perante o Padre Cícero. Aos onze anos, já era músico da Banda Municipal de Juazeiro.
Em companhia do primo Luís Roseo, Zé Menezes foi então residir em Fortaleza, onde passou um ano como locutor de um serviço de alto-falantes. Retornou posteriormente a Juazeiro, onde retomou sua carreira de músico em festas e cinemas.
Em 1938, Roseo passou pela cidade como líder de uma banda de jazz. Zé Menezes decidiu-se a acompanhá-lo de volta à Fortaleza, onde, durante algum tempo, dedicou-se a aprender o ofício de alfaiate. Todavia, por volta de 1940 foi contratado como segundo violonista pela Ceará Rádio Clube e acabou por formar seu próprio grupo musical (um "regional"), com o qual se apresentou na emissora durante quatro anos.
Passando por Fortaleza em 1943, para a inauguração do serviço de ondas curtas da Ceará Rádio Clube, o radialista César Ladeira conheceu o jovem músico e ofereceu-lhe um contrato com a Rádio Mayrink Veiga do Rio de Janeiro. Naquela cidade, angariou prestígio como solista e em 1945 formou o "Conjunto Milionários do Ritmo".
Em 1947, Zé Menezes foi contratado pela Rádio Nacional, emissora onde permaneceria por cerca de 25 anos, apresentando-se inicialmente ao lado de Garoto no programa "Nada além de dois minutos". Em 1948 teve a primeira música gravada, o samba "Nova Ilusão" (escrito em parceria com Luiz Bittencourt) pelo grupo "Os Cariocas". A música fez tanto sucesso que acabou por converter-se numa espécie de prefixo do conjunto. Nos anos seguintes, seria regravada por Francisco Sergi e orquestra (1950) e Dick Farney e quinteto (1953).

### Do "Quarteto Continental" ao "Sexteto Radamés"
Foi na Rádio Nacional que Zé Menezes conheceu o maestro Radamés Gnattali, o qual, em 1949, convidou-o para integrar o "Quarteto Continental" tocando guitarra. O Quarteto era composto ainda pelo próprio Radamés ao piano, Luciano Perrone (bateria) e Pedro Vidal Ramos (contrabaixo). Além das apresentações na Rádio Nacional, com os arranjos requintados e inovadores criados pelo maestro, o grupo acompanhou em estúdio gravações feitas por artistas conceituados da época, tais como "Os Cariocas", Edu da Gaita e Aracy de Almeida.
Em 1951, o Quarteto tornou-se um Quinteto, com a entrada de Chiquinho do Acordeom, e em 1959, com a entrada de Aída Gnattali, irmã de Radamés, tocando um segundo piano, o grupo tornou-se o "Sexteto Radamés Gnattali". O Sexteto excursionou pela Europa no ano seguinte, tendo apresentado-se em Paris, Londres, Oxford, Roma, Lisboa e Porto.

### Zé Menezes, o "Transviado"
Com o declínio das emissoras de rádio frente ao avanço da televisão na década de 1960, Zé Menezes mudou de atividade e tornou-se maestro na RCA Victor e arranjador de um time de estrelas da MPB que incluíam Elizeth Cardoso, Ângela Maria, Gilberto Milfont, Miúcha e Tom Jobim, entre outros.
Foi também a partir de 1960 que Zé Menezes criou o grupo "Os Velhinhos Transviados", composto por músicos experientes e que se dedicou a criar paródias de músicas antigas e modernas. Segundo Menezes, "Era uma sátira àquelas coisas todas que a gente via, aqui e no exterior. A gente tocava música antiga de forma moderna, e música moderna de forma antiga, sempre brincando muito". "Os "Velhinhos" gravaram seu primeiro discos (homônimo) em 1962, seguido por "Os Velhinhos Transviados - Sensacionais" no mesmo ano e "Os Velhinhos Transviados - Fabulosos" em 1963. Ao todo, foram treze LPs lançados até 1971 (outras fontes citam 15 LPs).

### Zé Menezes, global
Na década de 1970, Zé Menezes passou a trabalhar na Rede Globo de Televisão como primeiro guitarrista. Depois, ocupou os cargos de maestro, arranjador e diretor musical. Foi na emissora que ele se "aposentou" em 1992, não sem antes compor trilhas e vinhetas para programas tais como "Chico City", "Viva o Gordo" e "Os Trapalhões", do qual é o autor do famoso tema de abertura, ainda presente no imaginário popular brasileiro.
Morreu no dia 31 de julho de 2014 em Teresópolis, Rio de Janeiro. 

## Discografia (incompleta)
- Comigo é assim/Seresteiro, 1945
- Não interessa não/Vitorioso, 1951
- Encabulado/De papo pro á, 1951
- Copacabana/Um domingo no Jardim de Alah, 1951
- Guriatan de coqueiro/A viola do Zé, 1951
- Meu cavalo Alumínio/Baião do Ceará, 1952
- Vai ou não vai?/Mentira de amor, 1953
- Um, dois, três/Borocochô, 1954
- Se você não tem amor/Currupião, 1954
- A voz do violão, 1954
- Os Velhinhos Transviados, 1962
- Os Velhinhos Transviados - Sensacionais, 1962
- Os Velhinhos Transviados - Fabulosos, 1963
- Os Velhinhos Transviados - Espetaculares, 1963
- Os Velhinhos Transviados - Bárbaros!, 1964
- Os Velhinhos Transviados - Embalados, 1965
- Os Velhinhos Transviados - Em Órbita, 1965
- Os Velhinhos Transviados na Brasa Viva, 1966
- Os Velhinhos Transviados - Tropicalíssimos, 1968
- Os Velhinhos Transviados - Pra Frente, 1969
- Os Velhinhos Transviados na curtisom, 1971
- Os Velhinhos Transviados - Transando Os Sucessos, 1973
- Welcome To Sambaland, 1973
- Chorinho in Concert, 1995
- Relendo Garoto, 1998
- Gafieira carioca, 2007